# Pentatomomorpha

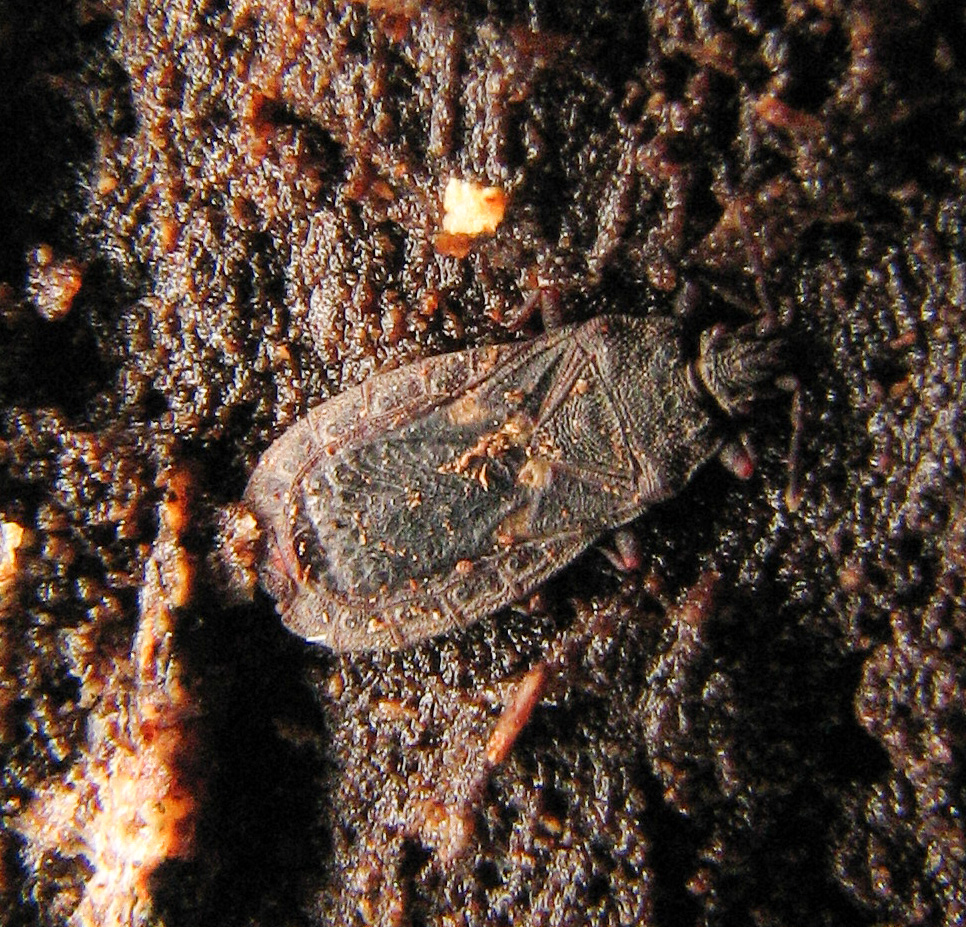
Neuroctenus sp. (familia Aradidae)

Los pentatomomorfos (Pentatomomorpha) son un infraorden de insectos pertenecientes al orden Hemiptera. Están estrechamente relacionados con Cimicomorpha.

## Sistemática
Hay 5 superfamilias en  Pentatomomorpha. Aradoidea representa el linaje más basal, mientras que las otras, a veces agrupadas en el clado Trichophora, son más modernas:

- Aradoidea
- Pentatomoidea
- Coreoidea
- Lygaeoidea
- Pyrrhocoroidea